# 스리랑카의 고무 생산

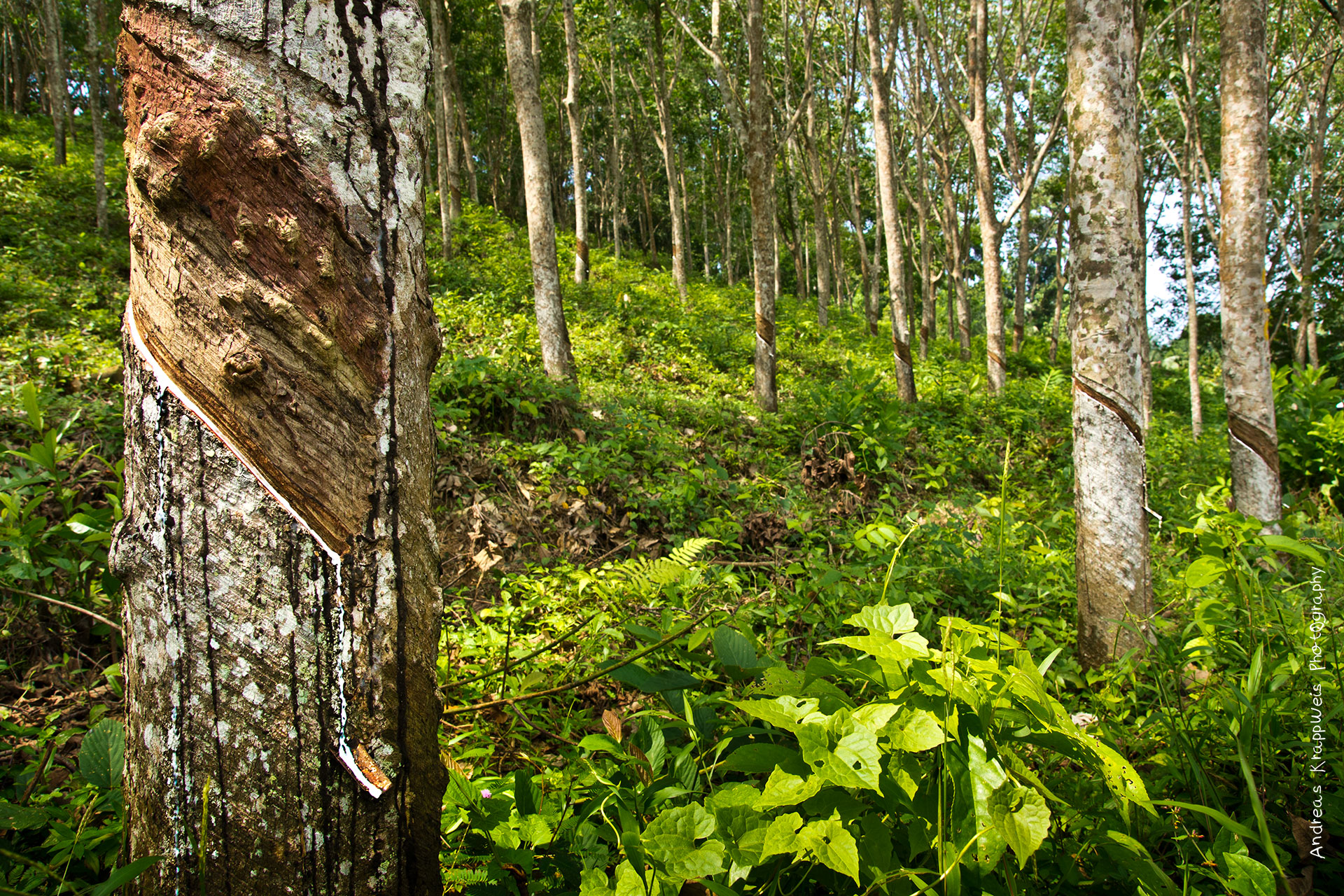
남부주의 고무 플랜테이션.

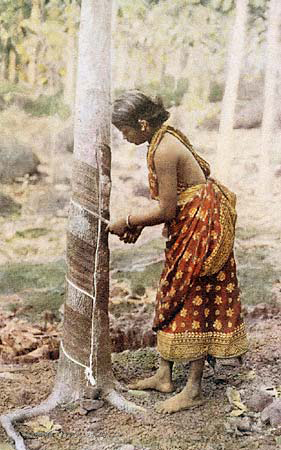
1920년 경 스리랑카에서 고무를 채취하는 여인.

스리랑카의 고무 생산은 1876년 감파하의 헤나라트고다 식물원에서 파라고무나무 1,919그루를 심은 것이 시초이다. 1890년 고무 재배 면적은 50 ha (120 ac)에 불과했지만, 1900년대 초반 10,000 ha (25,000 ac)로 증가했다. 1982년 기준, 총 고무 경작지는 180,000 ha (440,000 ac)에 달했으며, 생산된 고무의 양은 125,000,000 kg (276,000,000 lb)까지 증가했다. 하지만 이후 고무 생산이 감소세로 접어들었으며, 현재는 경작지 면적이 120,000 ha (300,000 ac)로, 생산량은 82,600,000 kg (182,100,000 lb)로 줄어들었다. 고무는 스리랑카 GDP의 0.6%를 차지하고 있다.

## 역사
1876년 8월 12일 영국 식민성은 조지프 돌턴 후커의 추천을 받아, 고무나무 묘목 1,919그루가 담긴 통 38개를 큐 왕립식물원에서 실론으로 보냈으며, 1877년에는 묘목 300그루를 추가로 보냈다. 식민성은 인도에서의 고무 재배 가능 지역을 조사하기 위해, 고무나무를 경작 및 번식시키는 장소로 실론을 선택하였다. 고무나무 묘목은 조지 트왈테스의 입회 하에 감파하의 헤나라트고다 식물원에 심어졌다. 1877년에 싱가포르로 묘목 22그루가 보내진 것을 시작으로, 말레이시아와 보르네오로 고무나무가 분배되었다. 1879년에는 인도와 버마로 묘목을 보냈다. 1881년 실론의 고무나무에서 처음 꽃이 폈으며, 진액 채취 실험이 진행되었다. 1893년에는 실론 내에서 씨앗 9만 종자 이상이 분배되었다. 1900년 실론의 고무 경작지 면적은 약 405 ha (1,000 ac)밖에 되지 않았으나, 1923년에는 180,085 ha (445,000 ac)에 달할 정도로 증가하였다.

## 현재
스리랑카의 고무 재배 지역은 보통 습지에 밀집되어 있으며, 콜롬보, 감파하, 칼루타라, 캔디, 마탈레, 갈, 마타라, 라트나푸라, 케갈레 등지에 분포해 있다. 각 지역의 중간 지대에도 고무 농장은 존재하는데, 평지에 있는 농장부터 경사가 급한 농장까지 환경은 다양하다. 현재 스리랑카에 있는 고무 경작지는 약 12만 헥타르로  이 중 대다수는 소농이 보유하고 있다는 특징이 있다.
스리랑카의 고무 생산량은 지난 20년 간 감소세를 이어 왔다. 칼루타라와 라트나푸라에서는 생산량 감소가 29%에 달했으며, 케갈레에서도 생산량이 25% 감소하였다.
현재 스리랑카의 고무 지역 중, 40%에 해당하는 47,000 ha (120,000 ac)는 지역 공공 플랜테이션 기업이 보유하고 있으며, 나머지 68,000 ha (170,000 ac)는 민간 영역에 소속되어 있다. 25,700 ha (64,000 ac) (22%) 가량에서는 고무나무가 완전히 자라지 못했으며, 나머지 89,600 ha (221,000 ac) (78%) 가량의 고무나무는 완전히 자라 있다.
고무 농장의 크기 또한 다양하다. 크기 8 ha (20 ac) 미만은 소규모 농장, 8 ha (20 ac) 이상은 대규모 농장으로 분류하는데, 2005년 기준 총 면적의 65%에 해당하는 77,000 ha (190,000 ac)가 소규모 농장이었으며, 나머지 35%에 해당하는 37,000 ha (91,000 ac)는 대규모 농장 소속이었다.
| 지역         | 2014   | 2010   | 1992   | 1982   |
| ------------ | ------ | ------ | ------ | ------ |
| 콜롬보       | 6,466  | 6,320  | 10,084 | 10,317 |
| 감파하       | 3,289  | 3,835  | 4,840  | 3,364  |
| 칼루타라     | 24,195 | 28,765 | 41,237 | 47,632 |
| 캔디         | 1,643  | 1,854  | 2,079  | 2,127  |
| 마탈레       | 1,190  | 4,005  | 2,530  | 6,637  |
| 누와라엘리야 | 27     | 6      |        | 224    |
| 갈           | 4,356  | 5,982  | 11,234 | 14,637 |
| 마타라       | 3,101  | 4,005  | 5,299  | 6,637  |
| 함반토타     | 210    | 155    | 23     | 67     |
| 쿠루네갈라   | 3,244  | 3,018  | 3,229  | 3,290  |
| 푸탈람       | 17     | 193    |        |        |
| 바둘라       | 1,601  | 1,626  | 340    | 969    |
| 모나라갈라   | 5,876  | 4,805  | 1,539  | 2,192  |
| 라트나푸라   | 22,065 | 26,605 | 29,926 | 29,329 |
| 케갈레       | 34,453 | 37,165 | 45,794 | 45,919 |

## 고무 제조
수십 년 전만 해도 고무나무 묘목을 직접 심었지만, 현재는 영양번식을 이용한 고무가 전체 고무 경작량의 70%를 차지한다. PB 86 품종이 주를 이루고 있지만, 고무 연구소가 개발한 RRIC 121나 RRISL 2000 등 RRIC 100의 개량 품종도 활발히 도입되고 있다. 새 품종은 다수확성 등 여러 좋은 형질을 지니고 있다.

## 고무 수출
현재 스리랑카에서 생산되는 고무 60% 가량이 국내에서 소비되며, 나머지는 수출된다. 1992년에 내수 비율이 42%인 것과 비교하면, 최근 스리랑카 내 고무 소비량은 증가하고 있다. 고무는 스모크 시트, 크레이프 고무, 크레이트 라텍스, 공업규격화 고무(Technically Specified Rubber, TSR)의 형태로 수출되고 있다. 2019년 기준, 고무 수출은 스리랑카의 경제에서 8억 9000만 달러를 기여하였으며, 스리랑카 정부는 2025년까지 고무 수출량을 20억 달러까지 늘리겠다는 목표를 세웠다.
| 연도 | 천연고무 수출량 (미국 달러) | 총 수출량 (미국 달러) |
| ---- | --------------------------- | --------------------- |
| 2000 | 2550만                      | 2억 2000만            |
| 2001 | 1500만                      | 2억 500만             |
| 2002 | 1960만                      | 2억 1400만            |
| 2003 | 3470만                      | 2억 7500만            |
| 2004 | 5450만                      | 3억 5300만            |
| 2005 | 4300만                      | 4억 1400만            |
| 2006 | 8660만                      | 5억 700만             |
| 2007 | 9650만                      | 5억 8700만            |
| 2008 | 1억 1100만                  | 6억 5200만            |
| 2009 | 8560만                      | 4억 8700만            |
| 2010 | 1억 5100만                  | 7억 2200만            |
| 2011 | 1억 9300만                  | 10억 7000만           |
| 2012 | 1억 1500만                  | 9억 3800만            |
| 2013 | 6840만                      | 9억 4700만            |
| 2014 | 4490만                      | 9억 700만             |
| 2015 | 2900만                      | 7억 2800만            |
| 2016 | 3340만                      | 7억 6800만            |
| 2017 | 4320만                      | 8억 2400만            |
| 2018 | 3950만                      | 7억 9400만            |
| 2019 |                             | 8억 9000만            |
| 2020 |                             | 7억 8600만            |

## 같이 보기
- 스리랑카의 경제
- 스리랑카의 농업